# La Femme
La Femme és un grup de rock psicodèlic francès. Els seus membres provenen de Biarritz, la Bretanya, Marsella i París.

## Història
Els fundadors del grup Sacha Got (guitarra, theremin) i Marlon Magnée (teclat) es van conèixer a l'institut de Biarritz. Posteriorment Magnée va conèixer Sam Lefèvre (baix) i Noé Delmas (bateria) a París, així com també a Lucas Nuñez Ritter. El grup va prendre el nom de La Femme l'any 2010. La cantant principal, Clémence Quélennec, la van trobar a Internet.
El 2010, el grup va llançar el seu primer EP amb el segell digital BEKO DSL. El 2011 van presentar un altre EP titulat Le podium #1, que van presentar al festival Inrocks celebrat a la sala parisenca de La Cigale el novembre del mateix any. El febrer 2013 van publicar un tercer l'EP titulat La Femme, que va ser portada de la revista Magic el mateix mes. El primer àlbum Psycho Tropical Berlin es va publicar el 8 d'abril de 2013. El desembre de 2013, la revista Les Inrocks va classificar Psycho Tropical Berlin en el segon lloc del seu rànquing dels millors àlbums de l'any.
El febrer de 2014, el grup va guanyar les Victoires de la musique 2014 en la categoria de disc revelació de l'any.
El març de 2016, La Femme va anunciar el seu retorn amb un senzill titulat Sphynx, el vídeo del qual va ser dirigit per Marlon Magnée, un dels membres del grup, amb dibuixos originals de Massimiliano Mocchia di Coggiola i l'estilisme d'Aymeric Bergada du Cadet. Aquest títol va precedir el llançament d'un àlbum anunciat per a la tardor de 2016.
El juny de 2016, el grup va llançar Where is the world going?, un segon senzill del seu nou àlbum Mystère que està previst per al llançament el 2 de setembre. El juliol, el grup va anunciar que serien els teloners de Red Hot Chili Peppers en algun dels seus concerts de la seva gira europea.
El febrer de 2017, La Femme va quedar segon a "The Rock Album of the Year" pel seu segon àlbum Mystère a les Victoires de la Musique 2017.
El setembre de 2018, el grup va compondre la cançó Runway, de 20 minuts de durada, per a la desfilada de la primera col·lecció Céline dirigida per l'estilista francès Hedi Slimane.
L'abril de 2021, el grup va publicar un àlbum anomenat Paradigms. El primer senzill d'aquest àlbum, Paradigme, es va publicar el setembre del 2020, seguit del senzill Cool Colorado el novembre i el senzill Disconnexion el desembre. Els clips d'aquests tres senzills es van rodar a la discoteca parisenca Petit Palace.

## Estil i influències
La música sintètica i hipnòtica de La Femme evoca l'onada freda de The Cure i Siouxsie And The Banshees, i les influències de grups com Taxi Girl, Young Marble Giants, X-Ray Pop, Velvet Underground, Kraftwerk o la música surf. El grup cita al músic francès Jacno i al grup de New Wave Marie et les Garçons com les seves dues influències principals.

## Discografia

### Àlbums
- 2013: Psycho Tropical Berlin (Barclay Records/Born Bad Records)
- 2016: Mystère (Disque Pointu / Barclay / Born Bad Records)
- 2021: Paradigmes (Disque Pointu / Born Bad Records)
- 2022: Teatro Lucido (Disque Pointu / Born Bad Records)
- 2023: Paris-Hawaï (Disque Pointu)

### Senzills i EP
- 2010: La Femme
- 2011: Le Podium #1
- 2011ː From Tchernobyl With Love
- 2012ː La Planche
- 2012ː Télégraphe
- 2013: La Femme
- 2016ː Sphynx
- 2017ː Orgie de gobelins sous champignons hallucinogènes
- 2018: Runaway
- 2019ː L'Hawaïenne
- 2020ː Paradigme
- 2020ː Cool Colorado
- 2020ː Disconnexion
- 2021: Foutre le bordel
- 2021: Le jardin
- 2021: Le sang de mon prochain
- 2021: Pasadena
- 2021: Trop de peine
- 2022: Sacatela
- 2022: Y tu te vas
- 2022: No pasa nada
- 2023: Strike
- 2024: La Femme ressort
- 2024: Ciao Paris!